# Поджаров, Виктор Кузьмич
Поджа́ров, Ви́ктор Кузьми́ч (19 ноября 1925 — 8 мая 1998) — учёный в области мелиорации, рекультивации и охраны окружающей среды, доктор сельскохозяйственных наук (1978), профессор (1988), заслуженный лесовод БССР (1980). Под его руководством проведены исследования по созданию и выращиванию полезащитных лесных полос на осушенных торфяно-болотных почвах Белоруссии. Внёс значительный вклад в изучение лесных экосистем после аварии на Чернобыльской АЭС.

## Биография
Родился в деревне Сташино Могилевской области. Участник Великой Отечественной войны, призван в октябре 1943 года, старший лейтенант. Воевал в составе 54-го и 1086-го стрелковых полков. Демобилизовался в марте 1948 года.

Красноармеец Поджаров в бою 14 января 1945 года при прорыве обороны противника на западном берегу р. Висла в числе первых ворвался в расположение ДОТа и броском гранаты уничтожил 6 немецких солдат.
— Из приказа о награждении Орденом Красной Звезды.
В 1957 году окончил Белорусский лесной институт, а затем аспирантуру. С 1957 года в Белорусском научно-исследовательском институте лесного хозяйства (современный Лесной институт Национальной академии наук Беларуси). В 1959 году защитил кандидатскую диссертацию. В 1958—1963 годах — старший научный сотрудник, заместитель директора, директор Жорновского лесопромышленного комплекса в Осиповичах, с 1967 года — заведующий лабораторией, главный научный сотрудник Института лесного хозяйства.

## Научная деятельность
В. К. Поджарову принадлежат научные работы в области мелиорации и рекультивации земель. Им разработаны основы мелиоративного освоения лесов, освоения торфяников и защиты лесов от осушения сельскохозяйственных земель. Основные положения рекомендаций В. К. Поджарова вошли в «Руководство по лесохозяйственной рекультивации земель, нарушенных открытыми промышленными разработками в СССР», а монография на эту тему является настольной книгой для преподавателей вузов и работников лесного хозяйства. Соавтор (совместно с Л. З. Стериным) патента «Переносное устройство для измерения уровня пьезометрического давления и коэффициента фильтрации жидкости в осадке торфа».
Значимые исследования проведены В. К. Поджаровым по лесокультурному восстановлению хозяйственно ценных пород на избыточно увлажненных вырубках и осушенных болотах. В результате подготовлены «Рекомендации по лесовыращиванию на осушенных болотах» (1977) и «Рекомендации по выращиванию леса на черноольховых вырубках» (1988), которые широко применяются на практике. В его монографиях «Полезащитные лесные полосы на торфяно-болотных почвах» и «Защитное лесоразведение в Беларуси» освещаются вопросы природоохранного, климатообразующего влияния полезащитных и защитных лесных полос, агротехники их создания и выращивания, их роли в повышении урожайности сельскохозяйственных культур и лесомелиоративной защите почв от водной и ветровой эрозии.
Значительный этап работы профессора Поджарова связан с безопасными технологиями лесоразведения на неиспользуемых сельхозземлях и восстановления леса на вырубках и гарях в условиях сильного загрязнения радионуклидами. Занимался агротехникой введения люпина в сосновую культуру, изучением лесных экосистем после аварии на Чернобыльской АЭС.
Автор 160 научных статей, 10 брошюр, 4 монографий. Соавтор (совместно с Л. З. Стериным) патента «Переносное устройство для измерения уровня пьезометрического давления и коэффициента фильтрации жидкости в осадке торфа».
Наряду с научной деятельностью вёл активную педагогическую работу. Читал лекции в Белорусском институте переподготовки и повышения квалификации руководящих кадров и специалистов лесного хозяйства. Член межведомственных научных советов. Награждён орденами Отечественной войны I степени, Красной Звезды, «Знак Почёта», медалями, Почётной грамотой Верховного Совета БССР.

## Публикации
- Поджаров, Виктор Кузьмич. Агротехника введения многолетнего люпина в культуру сосны — Мн., Урожай, 1967.
- Поджаров, Виктор Кузьмич. Лесохозяйственное освоение торфяных выработок — Минск : Ураджай, 1974.
- Поджаров, Виктор Кузьмич. Защитное лесоразведение в Беларуси: (Справочное пособие) — Мн., 1980 (совместно с В. Б. Орловским и В. Н. Воробьевым)
- Поджаров, Виктор Кузьмич. Полезащитные лесные полосы на торфяно-болотных почвах. — Мн., 1983.